# Paige Sandhu
 (septembre 2022).
Paige Courtney S. Sandhu, née en 1992 à Bromley, est une actrice britannique. Elle est connue pour son rôle de Meena Jutla dans le soap opéra Emmerdale (2020–2022).

## Biographie
Paige Sandhu grandit à Orpington. Son père Jaspal est pendjabi et sa mère Denise est anglaise. Elle a une petite sœur Monica (née en 1996) et un petit frère Mitchell (né en 1994). Elle fait ses études à la Guildhall School of Music and Drama,.

## Filmographie
- 2016 : Les Enquêtes de Morse : Cashier (1 épisode)
- 2020–2022 : Emmerdale (série télévisée) : Meena Jutla (193 épisodes)

## Distinctions

### Récompenses
- Inside Soap Awards 2021 : meilleur méchant[5]
- British Soap Awards 2022 : meilleure performance[6]

### Nominations
- Inside Soap Awards 2021 : meilleur espoir
- Asian Media Awards 2021: meilleur personnage de télévision
- British Soap Awards 2022 : meilleur méchant
- Television and Radio Industries Club 2022 : meilleur acteur de soap opéra

### En attendant[pasclair]
- National Television Awards 2022 : performance dramatique en série
- Asian Media Awards 2022 : meilleur personnage de télévision
- Inside Soap Awards 2022 : meilleure actrice
- Inside Soap Awards 2022 : meilleur méchant
- TV Choice Awards 2022 : meilleur actrice de soap opéra